# تپه امامزاده گاوروانی
تپه امامزاده گاو_روانی مربوط به دوره ساسانیان - سده‌های میانه دوران‌های تاریخی پس از اسلام است و در شهرستان اسلام‌آباد غرب، بخش حمیل، دهستان منصوری، ۶۰۰ متری جنوب روستای گاو_روانی واقع شده و این اثر در تاریخ ۱۴ اسفند ۱۳۸۵ با شمارهٔ ثبت ۱۷۸۵۴ به‌عنوان یکی از آثار ملی ایران به ثبت رسیده است.